# 尤利西斯·S·格兰特的逝世及国葬
1885年7月23日，美利坚合众国第十八任总统、美国内战期间联邦军总司令尤利西斯·S·格兰特因喉癌逝世，在逝世前其病情曾被媒体广泛报道。1885年8月8日，格兰特总统的葬礼在纽约举行，总计有6万人参加了送葬游行，针对格兰特总统的全国哀悼期持续了30天。
格兰特总统的葬礼游行规模超过了当时美国任何一次公开游行，共有150万人参加，全国其他主要城市也举行了追悼会。悼念他的人们将他比作当时美国最伟大的两位英雄——乔治·华盛顿和亚伯拉罕·林肯。

## 尤利西斯·S·格兰特之死

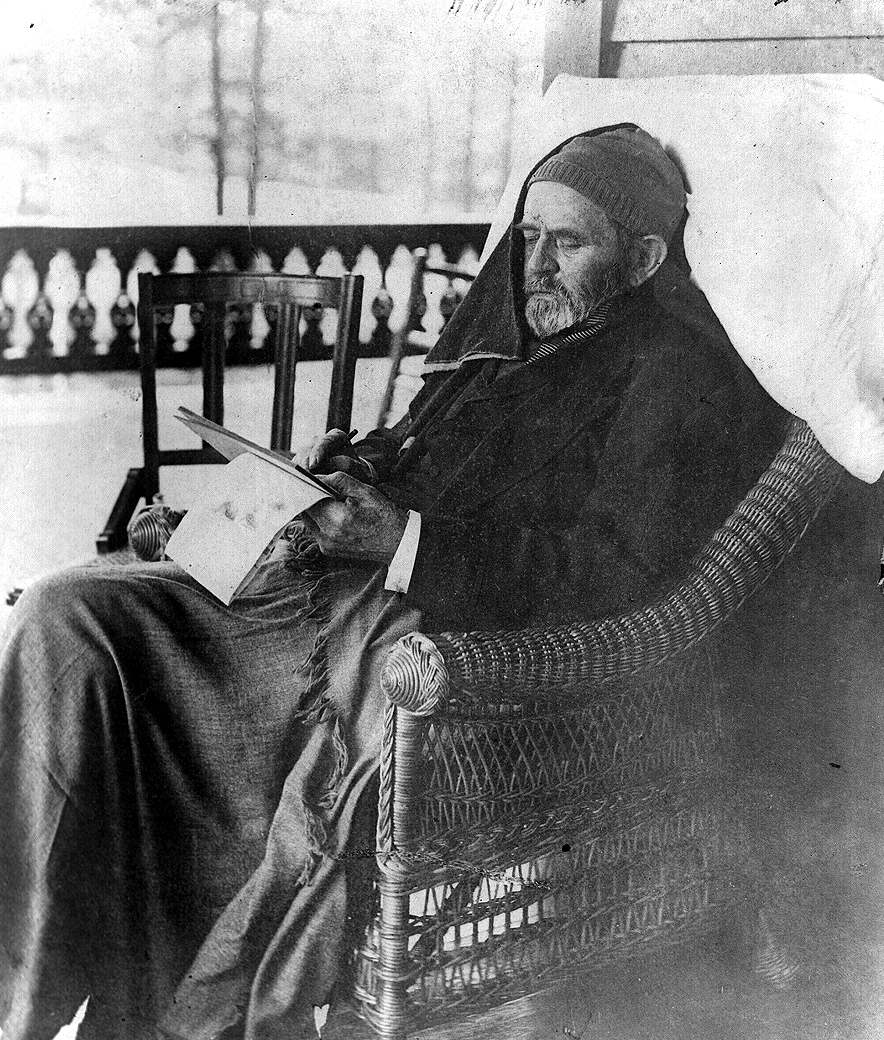
离去世前不到一个月时的格兰特，摄于其位于纽约州威尔顿的家中。

1884年8月4日，格兰特在新泽西州奥申格罗夫参加了一场为美国内战老兵举办的纪念活动，一万名与会者对其起立鼓掌；这成为他最后一次公开露面。1884年夏天，格兰特开始抱怨喉咙痛，但直到10月下旬才就诊，结果被诊断为癌症，这可能与他长期吸雪茄有关。格兰特选择不将病情的严重性告诉妻子，但她很快从医生口中得知了实情。
1885年3月，《纽约时报》宣布格兰特身患癌症即将离世，此消息引发了全美范围内的关注。鉴于格兰特夫妇当时面临的经济困难，国会恢复了他陆军上将的军衔，并给予全额退休金——此前，格兰特为就任总统而辞去军职，失去了他（以及他遗孀）获得养老金的资格。
格兰特几乎身无分文，担心无法给妻子留下足够的钱维持生活，于是在生命的最后几个月裡，他专心致志地撰写回忆录。格兰特的朋友马克·吐温是少数几个理解他岌岌可危的财务状况的人之一，他愿意为格兰特支付高达70%的版税，这一数字史无前例。他过去的幕僚亚当·巴多协助进行资料研究，而他的儿子弗雷德里克则负责查找文件并承担大量事实核查工作。由于夏季炎热潮湿，他的医生建议他搬到纽约州北部麦格雷戈山顶的一所小屋里，该小屋为格兰特一家的朋友所有。
1885年7月18日，格兰特完成《格兰特将军回忆录》。这本书获得了评论界和商业上的成功，也给他的妻子带来了经济保障。1885年7月23日，格兰特于麦格雷戈山小屋逝世。

## 国葬和墓地

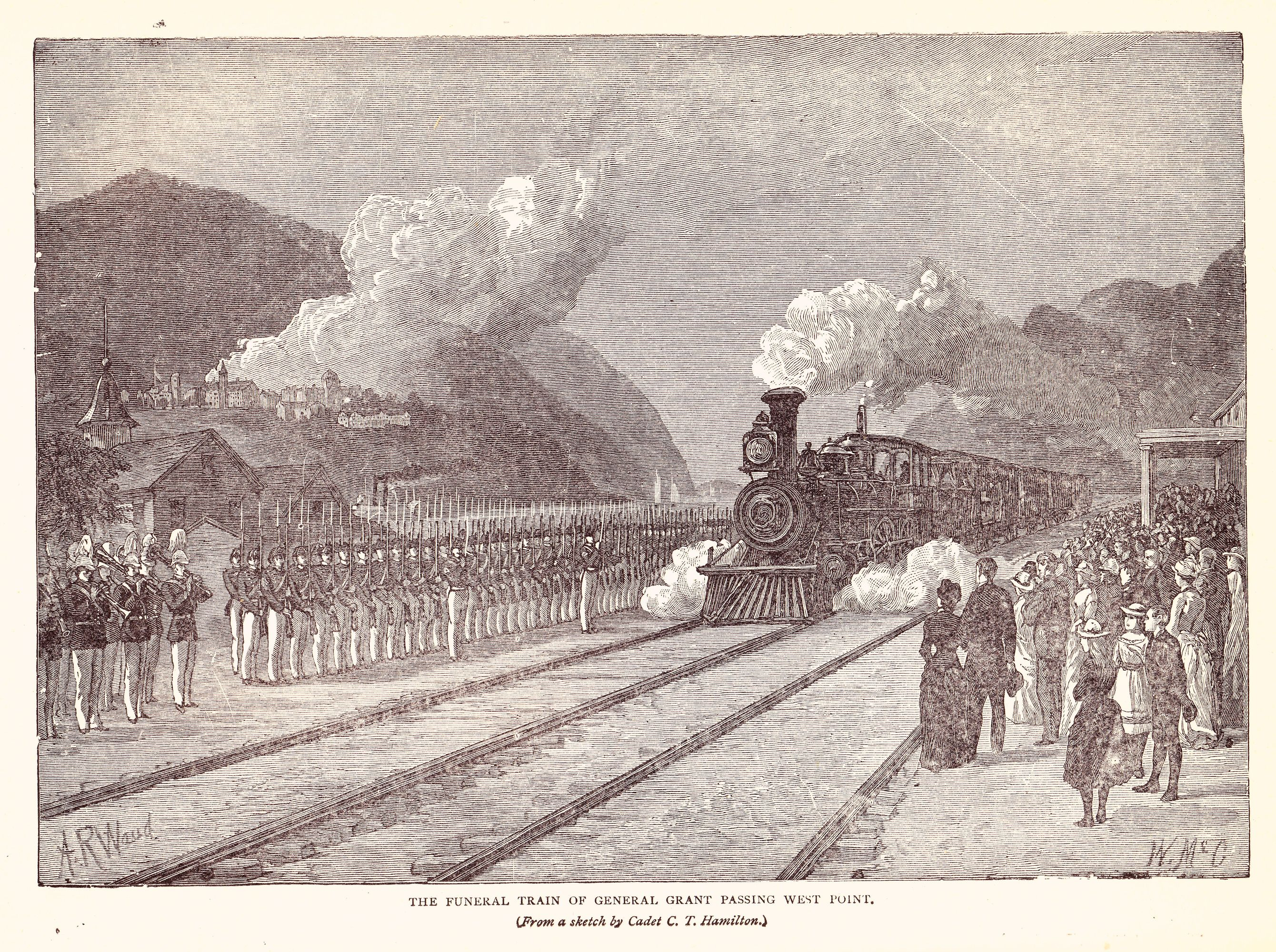
送葬列车，摄于西点。

时任陆军总司令的菲利普·谢里登下令在全国所有军事基地举行为期一天的悼念活动，以向格兰特致敬；总统格罗弗·克利夫兰则宣布全国哀悼三十天。私人悼念仪式结束后，仪仗队将格兰特的遗体送上送葬列车，列车先后开往西点和纽约市。在葬礼前的两天里，共有25万人前来瞻仰他的遗容。
大量来自大共和军老兵协会的老兵，随着由二十多匹黑色种马拉载的格兰特灵柩行进，前往曼哈顿晨边高地的河滨公园。扶灵人包括联邦将领威廉·特库姆塞·舍曼和菲利普·谢里登、南方邦联将领西蒙·玻利瓦尔·巴克纳与约瑟夫·E·约翰斯顿、海军上将戴维·迪克森·波特，以及大共和军老兵协会的负责人、参议员约翰·A·洛根。在长达七英里的队伍中跟在灵柩后面的还有克利夫兰总统、两位在世的前总统拉瑟福德·B·海斯和切斯特·A·阿瑟、总统的所有内阁成员以及最高法院的大法官们。
超过150万人参加了纽约的葬礼。美国其他主要城市也举行了追悼会，媒体也对格兰特表示悼念。

### 墓地
格兰特先被葬于河滨公园的一个临时墓地，后于1897年4月17日迁入格兰特将军国家纪念堂。这座纪念堂又称“格兰特之墓”，是北美最大的陵墓。

### 书目
- Brands, H. W. . Doubleday. 2012. ISBN 978-0-385-53241-9.
- Chernow, Ron year=2017. . Penguin Press. ISBN 978-1-59420-487-6.
- McFeely, William S. . W. W. Norton & Company. 1981. ISBN 978-0-393-01372-6.
- Smith, Jean Edward. . Simon & Schuster. 2001. ISBN 978-0-684-84927-0.
- Waugh, Joan. . University of North Carolina Press（英语：University of North Carolina Press）. 2009. ISBN 978-0-8078-3317-9.
- White, Ronald C. . Random House Publishing Group. 2016. ISBN 978-1-58836-992-5.